# Anatolobrium
Anatolobrium is een kevergeslacht uit de familie van de boktorren (Cerambycidae). De wetenschappelijke naam van het geslacht werd voor het eerst geldig gepubliceerd in 2004 door Adlbauer.

## Soorten
Anatolobrium is monotypisch en omvat slechts de volgende soort:
- Anatolobrium eggeri Adlbauer, 2004